# Mecano
I Mecano sono stati un trio musicale pop spagnolo.

## Storia
Il gruppo esordì in contemporanea con la nascita della movida madrileña, un movimento socio culturale della Spagna post-franchista, venendo fondato a Madrid nel 1981. I Mecano raggiunsero un ottimo successo non solo in Spagna e America Latina, ma anche in Italia e Francia.
Il gruppo venne fondato a Madrid nel 1981 dai fratelli Nacho e José María Cano accompagnati dalla cantante Ana Torroja e fu sciolto 12 anni dopo nel 1993. Sono considerati il gruppo di maggior successo nella storia della musica spagnola e che ha anche saputo maggiormente influenzare le generazioni successive.
Hanno partecipato al Festivalbar 1989 con il brano Figlio della Luna, contenuto nell'omonimo LP pubblicato per l'Italia.

## Discografia
Album in studio
- 1982 - Mecano
- 1983 - ¿Dónde está el país de las hadas?
- 1984 - Ya viene el sol
- 1986 - Entre el cielo y el suelo
- 1988 - Descanso dominical
- 1991 - Aidalai

Album dal vivo
- 1985 - Mecano: en concierto

Raccolte
- 1982 - Lo último de Mecano
- 1983 - Ana José Nacho
- 2005 - Grandes éxitos
- 2005 - Obras completas
- 2009 - Siglo XXI
- 2013 - Esencial Mecano